# Pensionnat

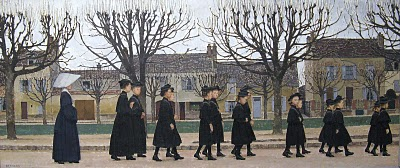
Le pensionnat de Nemours par Louis-Maurice Boutet de Monvel - 1909 - musée des beaux-arts de Pau.

Un pensionnat est un établissement particulier d'enseignement où l'on prend en pension l'ensemble des enfants de l’un et de l’autre sexe (parfois des deux ensemble) pour les instruire.
Son but est d'accueillir des enfants scolarisés loin de leur domicile ou dont les parents ne souhaitent ou ne veulent prendre en charge l'éducation de leurs enfants.
Il se distingue de l'internat, qui est un espace d'hébergement d'accueil des enfants au sein d'un établissement scolaire. Plusieurs congrégations religieuses ont géré des pensionnats. Il existait également au XIXe siècle et au XXe siècle en Europe, et plus particulièrement dans le centre-est de la France, des pensionnats industriels, connus sous le terme d'usine-pensionnat.

## Exemples

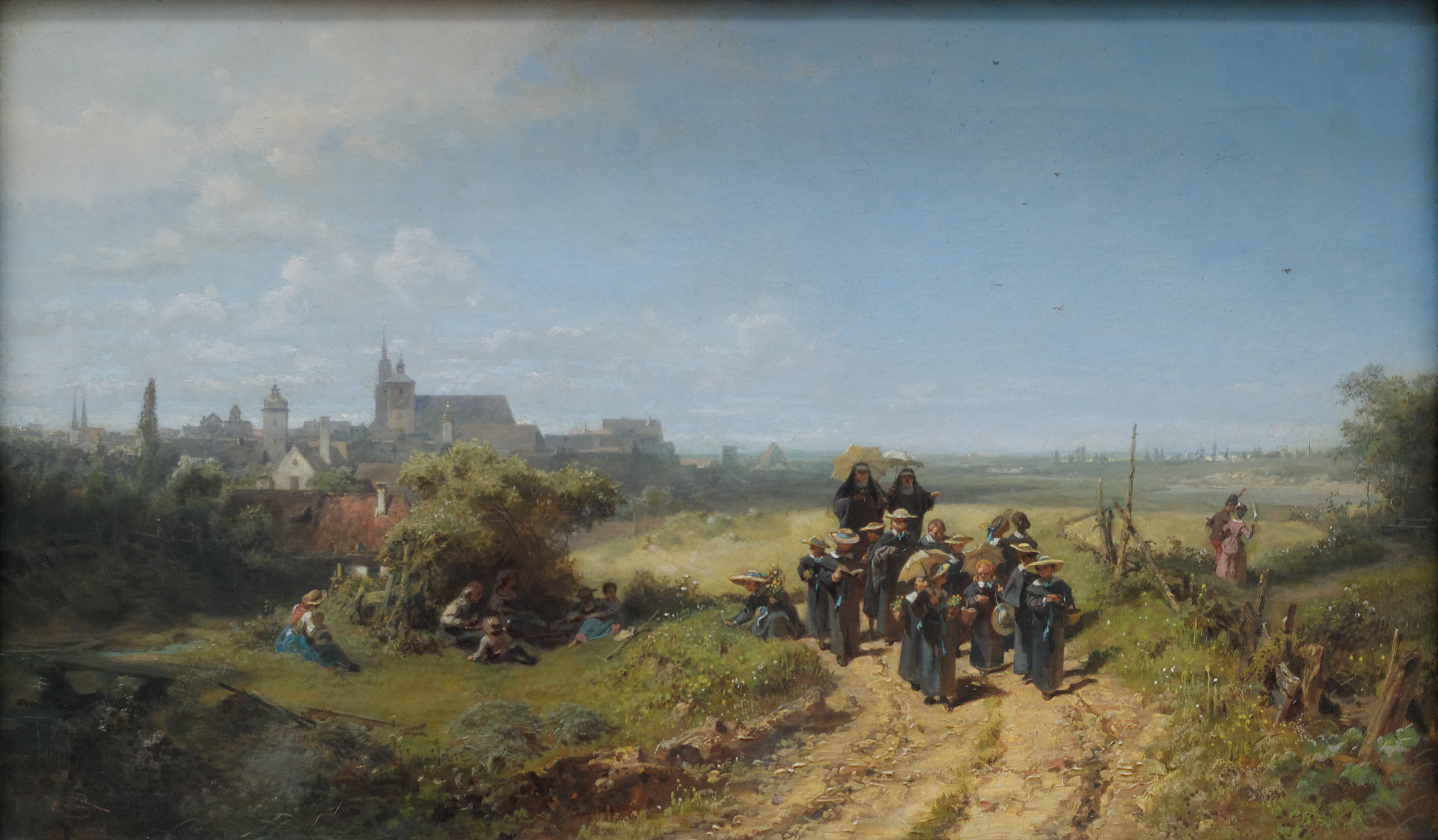
La promenade du couvent, Carl Spitzweg.

List of boarding schools (en)

## Dans la culture populaire
De nombreux films et livres ont pour lieu principal un pensionnat. La version anglaise de cet article en liste certains.